# あの・・旅の途中なんですケド。
『あの・・旅の途中なんですケド。』（あの たびのとちゅうなんですケド）は、遊助の5枚目のオリジナルアルバム。2014年3月19日にソニー・ミュージックレコーズから発売された。

## 解説
4枚目のアルバム『あの・・出会っちゃってるんですケド。』から約11か月ぶりのアルバムとなる。2013年8月7日に発売の「とうもろこし/Earth Child」から2014年2月19日発売の「いるよ」までのシングルが収録されている。しかし、両A面シングルの2曲目としてリリースされた「時給850円のサンタクロース」に収録されておらず、「Earth Child」も初回生産限定盤Bのみにしか収録されていない。
それまでの作品と同じく、遊助がアーティストと「遊turing」した楽曲が収録されている。
初回生産限定盤A・BのDVDに収録されている特典映像には、それまで映像化されていなかったツアーの映像や2013年12月24日に行われたライブの映像がそれぞれ収録されている。
また、本作はアルバムでは初めてとなる3タイプで発売された。

## CDタイプ
- 初回生産限定盤A
  - スペシャル3Dジャケット
  - DVD付き
- 初回生産限定盤B
  - デジパック仕様
  - DVD付き
- 通常盤
  - CDのみ

## 収録内容

### 初回生産限定盤A
CD
1. Yellow Bus
作詞：遊助、作曲：橋本幸太/八田早紀子/遊助
2. モンスター
作詞：遊助、作曲：N.O.B.B/遊助
3. いるよ
作詞：遊助、作曲：森元康介
  - 洋服の青山「フレッシャーズ」CMソング
4. バナナ
作詞：遊助、作曲：今井大助/遊助
5. ルーレット 遊turing Mummy-D
作詞：遊助/Mummy-D、作曲：Mummy-D/遊助
6. PRIDE
作詞：遊助、作曲：Cude Juice/遊助
7. キリンの涙
作詞：遊助、作曲：Cude Juice/遊助
8. とうもろこし
作詞：遊助、作曲：重永亮介/遊助
  - 「キャリア大学」2013年度校歌
9. キャッチボール 遊turing Rake
作詞：遊助/Rake、作曲：Rake
10. 銀座線
作詞：遊助、作曲：Soulife/遊助
11. History Ⅲ
作詞：遊助、作曲：遊助/N.O.B.B
12. Ring 遊turing Ms.OOJA
作詞：遊助/Ms.OOJA、作曲：N.O.B.B/Ms.OOJA/遊助
13. リセット
作詞：遊助、作曲：UTA/遊助
14. V（ボルト）
作詞：遊助、作曲：たなかひろかず
  - TVアニメ「ポケットモンスター XY」OPテーマ
15. 湘南妄想物語
作詞：遊助、作曲：TSUKASA/遊助

DVD
1. Yellow Bus Music Video
2. 特別ライブ映像@大阪城ホール(遊助黄色いサンタPresents「あの・・クリスマスパーティーやるんですケド。」2013.12.24)
  1. 時給850円のサンタクロース
  2. V
3. 「VIVA!Nossa Nossa」Live ver. 遊turing Michel Teló @ Grand Cube Osaka(遊助コンサートツアー2013「あの・・素敵な時間つくりたいんですケド。」2013.8.28)

### 初回生産限定盤B
CD
1. Yellow Bus
2. モンスター
3. いるよ
4. バナナ
5. ルーレット 遊turing Mummy-D
6. PRIDE
7. キリンの涙
8. とうもろこし
9. キャッチボール 遊turing Rake
10. Earth Child
作詞：遊助、作曲：Soulife
11. History Ⅲ
12. Ring 遊turing Ms.OOJA
13. リセット
14. V（ボルト）
15. 十人音色
作詞：遊助、作曲：N.O.B.B/遊助

DVD
1. 厳選ライブ映像@大阪城ホール(遊助黄色いサンタPresents「 あの・・クリスマスパーティーやるんですケド。」2013.12.24)
  1. 花とあれ
  2. 羽
  3. 彩道
  4. Snow Road
2. 「いるよ」スペシャルメイキングビデオ

### 通常盤
CD
1. Yellow Bus
2. モンスター
3. いるよ
4. バナナ
5. ルーレット 遊turing Mummy-D
6. PRIDE
7. キリンの涙
8. とうもろこし
9. キャッチボール 遊turing Rake
10. 伝達ゲーム
作詞：遊助、作曲：遊助/N.O.B.B
  - NEC「ノートパソコン＆タブレット Lavie」 CMソング
11. History Ⅲ
12. Ring 遊turing Ms.OOJA
13. リセット
14. V（ボルト）
15. Wave of Life
作詞：遊助、作曲：Soulife/遊助